# Saint-Barthélemy-de-Bussière
Pour les articles homonymes, voir Saint-Barthélemy et Bussière.
Cet article concerne Saint-Barthélemy près de Nontron. Pour l'autre commune du même nom en Dordogne, voir Saint-Barthélemy-de-Bellegarde.
Saint-Barthélemy-de-Bussière est une commune française située dans le département de la Dordogne, en région Nouvelle-Aquitaine.
Elle est intégrée au parc naturel régional Périgord-Limousin.

## Géographie

### Généralités
Tout au nord du département de la Dordogne, en limite de la Haute-Vienne, à l'intérieur du parc naturel régional Périgord-Limousin, la commune de Saint-Barthélemy-de-Bussière se trouve dans le Nontronnais. C'est une commune rurale qui fait partie de l'aire d'attraction de Nontron, zonage d’étude défini par l'Insee, qui a remplacé en 2020 l'aire urbaine de Nontron dont la commune ne faisait pas partie. Elle est arrosée par le Trieux qui la traverse d'est en ouest.
Le bourg, traversé par la route départementale (RD) 112, se situe, en distances orthodromiques, quatorze kilomètres au nord-nord-est de Nontron, vingt kilomètres à l'est de Montbron et quarante-sept kilomètres de Limoges, la plus grande ville aux alentours.
La commune est également desservie par deux autres routes départementales, la RD 91 qui la borde au sud et la RD 675 qui la traverse brièvement au nord-est.

### Communes limitrophes
Saint-Barthélemy-de-Bussière est limitrophe de cinq autres communes dont deux dans le département de la Haute-Vienne. Au nord-est, son territoire est limitrophe de celui de Saint-Mathieu sur environ 200 mètres. Au sud-ouest, son territoire est distant de moins de 750 mètres de celui d'Augignac.
|                 | Champniers-et-Reilhac        | Saint-Mathieu (Haute-Vienne) |
| Piégut-Pluviers | Saint-Barthélemy-de-Bussière | Marval (Haute-Vienne)        |
|                 | Abjat-sur-Bandiat            |                              |

### Géologie et relief

#### Géologie
Situé sur la plaque nord du Bassin aquitain et bordé à son extrémité nord-est par une frange du Massif central, le département de la Dordogne présente une grande diversité géologique. Les terrains sont disposés en profondeur en strates régulières, témoins d'une sédimentation sur cette ancienne plate-forme marine. Le département peut ainsi être découpé sur le plan géologique en quatre gradins différenciés selon leur âge géologique. Saint-Barthélemy-de-Bussière est dans le gradin extrême nord-est que constitue le dernier contrefort du Massif central, avec des roches cristallines formées au Paléozoïque, antérieurement au Carbonifère.
Les couches affleurantes sur le territoire communal sont constituées  datant, de roches sédimentaires du Mésozoïque et du Paléozoïque, ainsi que de roches métamorphiques et magmatiques. La formation la plus ancienne, notée ξ1, se compose de micaschistes lamelleux à deux micas, parfois grenats et silicates d'alumine (groupe de la Dronne, Néoprotérozoïque à Cambrien). La formation la plus récente, notée Alt, est constituée d'altérites de socle, des arènes sableuses, argiles sableuses, isaltérites ou allotérites. Le descriptif de ces couches est détaillé dans  la feuille « no 711 - Châlus » de la carte géologique au 1/50 000 de la France métropolitaine, et sa notice associée.

Carte géologique de Saint-Barthélemy-de-Bussière.

#### Relief et paysages
Le département de la Dordogne se présente comme un vaste plateau incliné du nord-est (491 m, à la forêt de Vieillecour dans le Nontronnais, à Saint-Pierre-de-Frugie) au sud-ouest (2 m à Lamothe-Montravel). L'altitude du territoire communal varie quant à elle entre 218 mètres et 366 mètres,.
Dans le cadre de la Convention européenne du paysage entrée en vigueur en France le 1er juillet 2006, renforcée par la loi du 8 août 2016 pour la reconquête de la biodiversité, de la nature et des paysages, un atlas des paysages de la Dordogne a été élaboré sous maîtrise d’ouvrage de l’État et publié en octobre 2020. Les paysages du département s'organisent en huit unités paysagères,. La commune est dans l'unité paysagère du « Périgord limousin » qui correspond à la région naturelle du Nontronnais. Ce territoire forme un plateau collinaire aux pentes douces et sommets arasés, d’altitude moyenne autour des 300 m dont le point culminant est également celui de la Dordogne. Ce plateau cristallin est vallonné et dominé par les prairies aux horizons boisés. Il est entaillé de vallées profondes aux versants forestiers,.
La superficie cadastrale de la commune publiée par l'Insee, qui sert de référence dans toutes les statistiques, est de 15,01 km2,,. La superficie géographique, issue de la BD Topo, composante du Référentiel à grande échelle produit par l'IGN, est quant à elle de 15,51 km2.

### Hydrographie

#### Réseau hydrographique
La commune est située dans le bassin versant de la Charente au sein du Bassin Adour-Garonne. Elle est drainée par le Trieux et par divers petits cours d'eau, qui constituent un réseau hydrographique de 23 km de longueur totale,.
Le Trieux, d'une longueur totale de 29,55 km, prend sa source en Haute-Vienne dans la commune de Marval et se jette dans la Tardoire en rive gauche à Bussière-Badil, face à Écuras,. Il traverse la commune du nord-est à l'ouest sur six kilomètres et demi, dont trois et demi servent de limite naturelle en deux tronçons, face à Marval et Piégut-Pluviers.
De nombreux étangs jalonnent la commune.

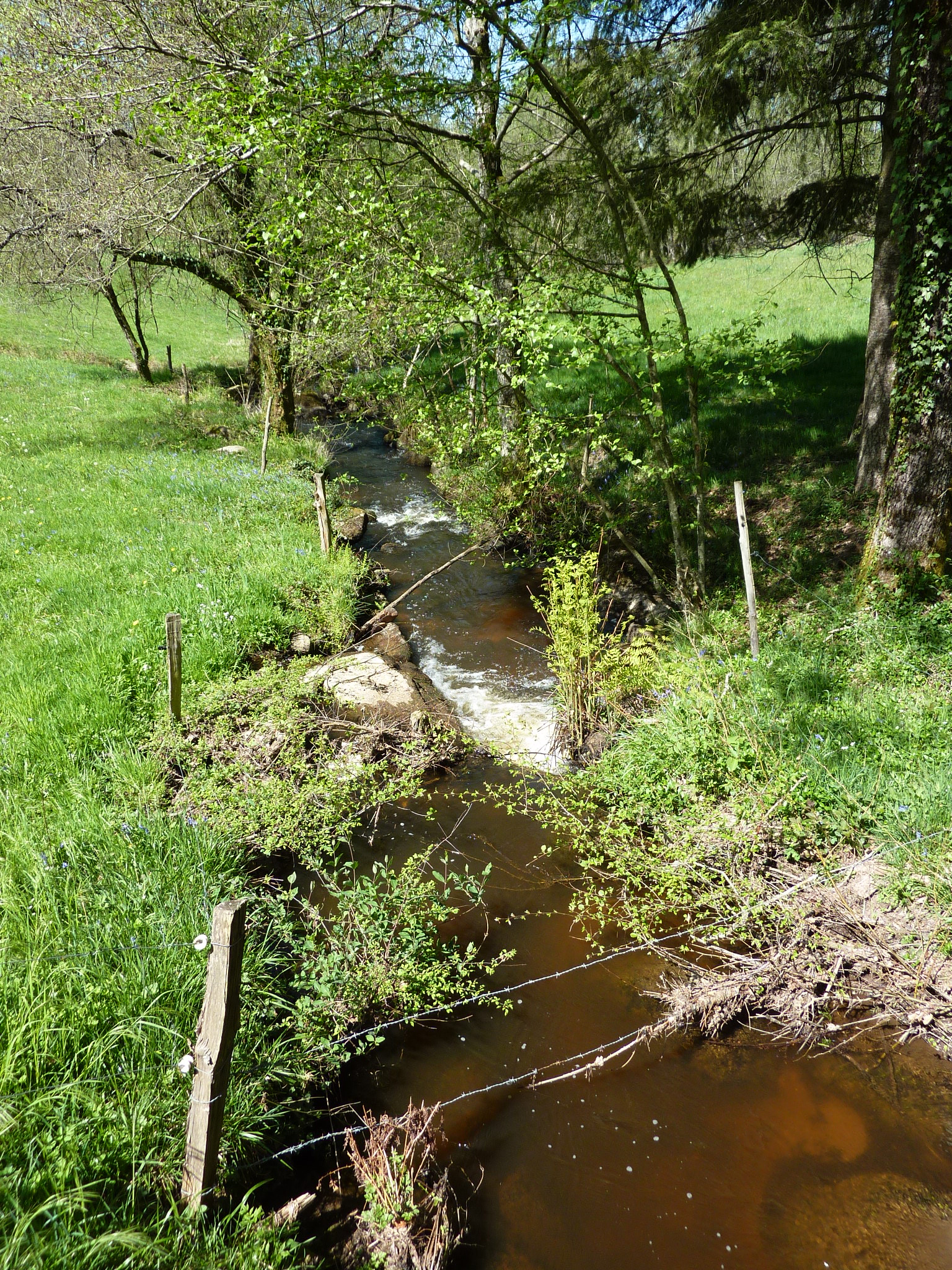
Le Trieux dans la commune.
Réseaux hydrographique et routier de Saint-Barthélemy-de-Bussière.

#### Gestion et qualité des eaux
Le territoire communal est couvert par le schéma d'aménagement et de gestion des eaux (SAGE) « Charente ». Ce document de planification, dont le territoire correspond au bassin de la Charente, d'une superficie de 9 300 km2, a été approuvé le 19 novembre 2019. La structure porteuse de l'élaboration et de la mise en œuvre est l'établissement public territorial de bassin Charente. Il définit sur son territoire les objectifs généraux d’utilisation, de mise en valeur et de protection quantitative et qualitative des ressources en eau superficielle et souterraine, en respect des objectifs de qualité définis dans le troisième SDAGE  du Bassin Adour-Garonne qui couvre la période 2022-2027, approuvé le 10 mars 2022.
La qualité des eaux de baignade et des cours d’eau peut être consultée sur un site dédié géré par les agences de l’eau et l’Agence française pour la biodiversité.

### Climat
Pour des articles plus généraux, voir Climat de la Nouvelle-Aquitaine et Climat de la Dordogne.
Historiquement, la commune est exposée à un climat océanique limousin.  
En 2020, Météo-France publie une typologie des climats de la France métropolitaine dans laquelle la commune est exposée à un climat océanique altéré et est dans la région climatique  Aquitaine, Gascogne, caractérisée par une pluviométrie abondante au printemps, modérée en automne, un faible ensoleillement au printemps, un été chaud (19,5 °C), des vents faibles, des brouillards fréquents en automne et en hiver et des orages fréquents en été (15 à 20 jours).
Pour la période 1971-2000, la température annuelle moyenne est de 11,7 °C, avec  une amplitude thermique annuelle de 14,6 °C. Le cumul annuel moyen de précipitations est de 1 198 mm, avec 12,8 jours de précipitations en janvier et 7,9 jours en juillet. Pour la période 1991-2020, la température moyenne annuelle observée sur la station météorologique la plus proche, située sur la commune de La Coquille à 20 km à vol d'oiseau, est de 12,1 °C et le cumul annuel moyen de précipitations est de 1 178,8 mm,. Pour l'avenir, les paramètres climatiques de la commune estimés pour 2050 selon différents scénarios d’émission de gaz à effet de serre sont consultables sur un site dédié publié par Météo-France en novembre 2022.

## Urbanisme
Le bourg de Saint-Barthélemy-de-Bussière est, sur trois hectares, un site inscrit depuis 1977, pour son intérêt pittoresque.

### Typologie
Au 1er janvier 2024, Saint-Barthélemy-de-Bussière est catégorisée commune rurale à habitat très dispersé, selon la nouvelle grille communale de densité à 7 niveaux définie par l'Insee en 2022.
Elle est située hors unité urbaine. Par ailleurs la commune fait partie de l'aire d'attraction de Nontron, dont elle est une commune de la couronne,. Cette aire, qui regroupe 19 communes, est catégorisée dans les aires de moins de 50 000 habitants,.

### Occupation des sols
L'occupation des sols de la commune, telle qu'elle ressort de la base de données européenne d’occupation biophysique des sols Corine Land Cover (CLC), est marquée par l'importance des forêts et milieux semi-naturels (56,1 % en 2018), une proportion sensiblement équivalente à celle de 1990 (55,7 %). La répartition détaillée en 2018 est la suivante : 
forêts (56,1 %), zones agricoles hétérogènes (36,4 %), prairies (7,5 %). L'évolution de l’occupation des sols de la commune et de ses infrastructures peut être observée sur les différentes représentations cartographiques du territoire : la carte de Cassini (XVIIIe siècle), la carte d'état-major (1820-1866) et les cartes ou photos aériennes de l'IGN pour la période actuelle (1950 à aujourd'hui).

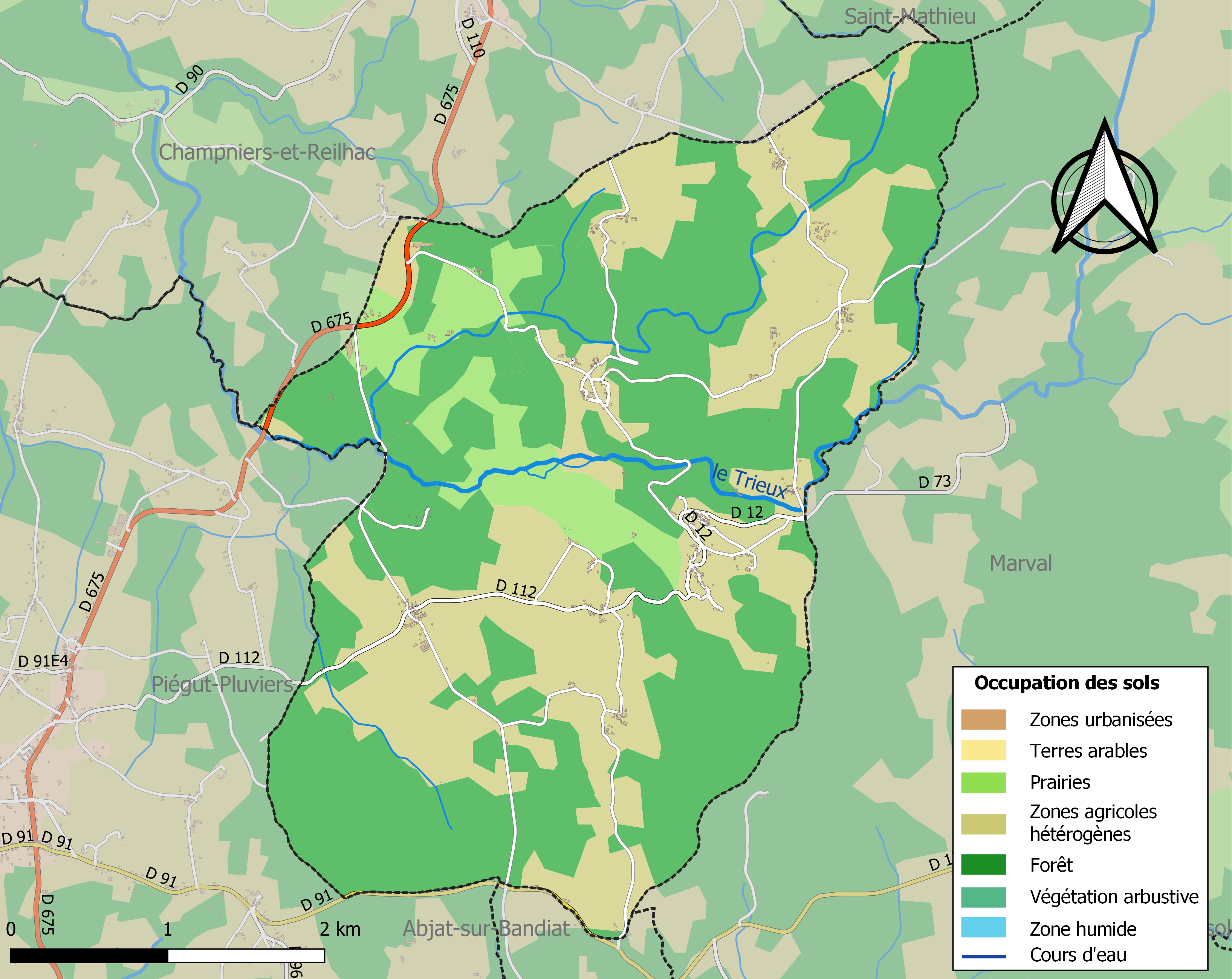
Carte des infrastructures et de l'occupation des sols de la commune en 2018 (CLC).

### Lieux-dits et hameaux
Quelques hameaux occupent la commune : Lapeyre, Lafarge, Villechalane, Lacourarie, Rebeyrat, Villemercier, Lamothe, chez Guaud, etc.

### Prévention des risques
Le territoire de la commune de Saint-Barthélemy-de-Bussière est vulnérable à différents aléas naturels : météorologiques (tempête, orage, neige, grand froid, canicule ou sécheresse), feux de forêts, mouvements de terrains et séisme (sismicité faible). Il est également exposé à un risque particulier : le risque de radon. Un site publié par le BRGM permet d'évaluer simplement et rapidement les risques d'un bien localisé soit par son adresse soit par le numéro de sa parcelle.

#### Risques naturels
Saint-Barthélemy-de-Bussière est exposée au risque de feu de forêt. L’arrêté préfectoral du 14 mars 2013 fixe les conditions de pratique des incinérations et de brûlage dans un objectif de réduire le risque de départs d’incendie. À ce titre, des périodes sont déterminées : interdiction totale du 15 février au 15 mai et du 15 juin au 15 octobre, utilisation réglementée du 16 mai au 14 juin et du 16 octobre au 14 février. En septembre 2020, un plan inter-départemental de protection des forêts contre les incendies (PidPFCI) a été adopté pour la période 2019-2029,.

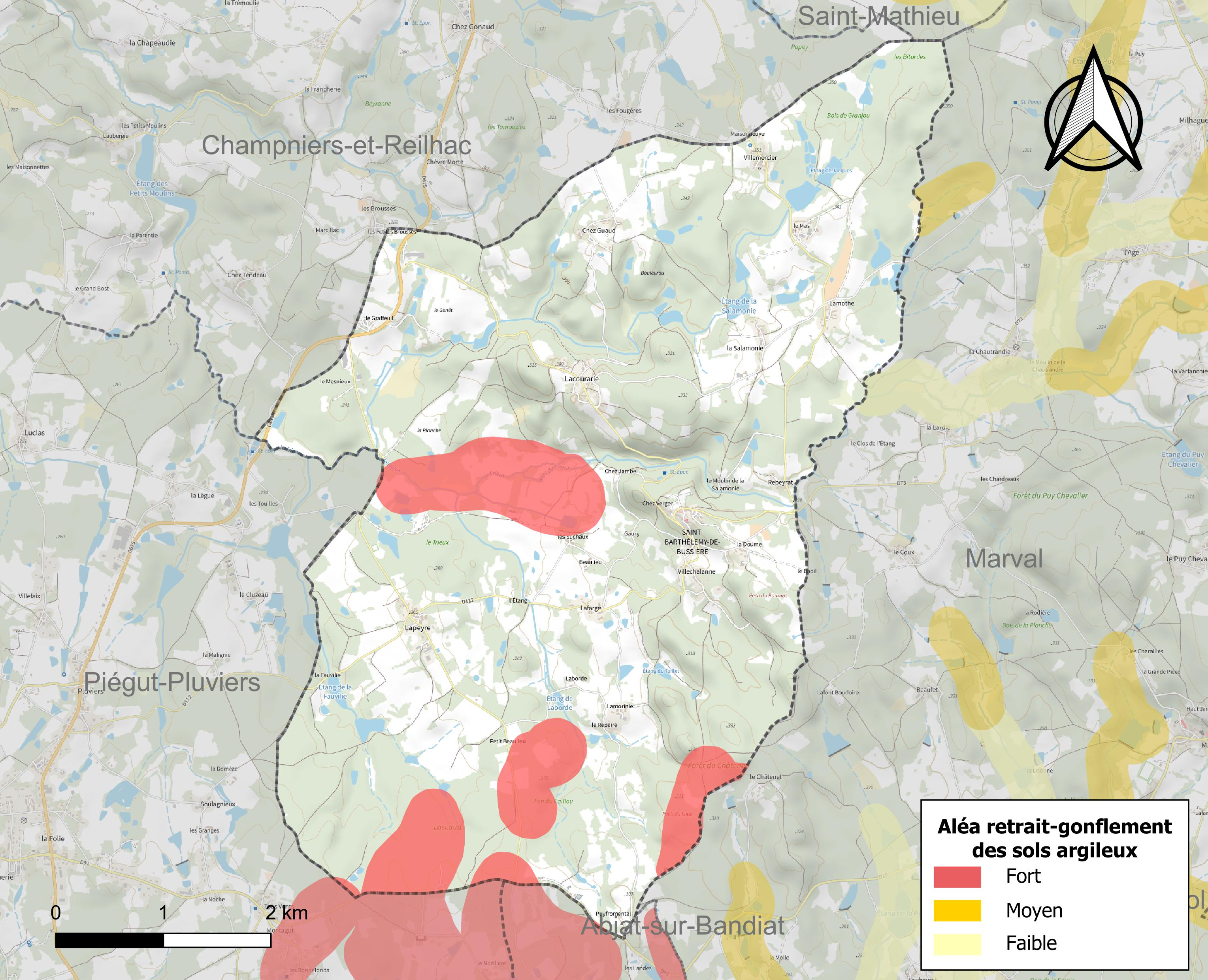
Carte des zones d'aléa retrait-gonflement des sols argileux de Saint-Barthélemy-de-Bussière.

Les mouvements de terrains susceptibles de se produire sur la commune sont des tassements différentiels. Le retrait-gonflement des sols argileux est susceptible d'engendrer des dommages importants aux bâtiments en cas d’alternance de périodes de sécheresse et de pluie. 10,1 % de la superficie communale est en aléa moyen ou fort (58,6 % au niveau départemental et 48,5 % au niveau national métropolitain). Depuis le 1er octobre 2020, en application de la loi ÉLAN, différentes contraintes s'imposent aux vendeurs, maîtres d'ouvrages ou constructeurs de biens situés dans une zone classée en aléa moyen ou fort,.
La commune a été reconnue en état de catastrophe naturelle au titre des dommages causés par les inondations et coulées de boue survenues en 1982, 1983 et 1999 et par des mouvements de terrain en 1999.

#### Risque particulier
Dans plusieurs parties du territoire national, le radon, accumulé dans certains logements ou autres locaux, peut constituer une source significative d’exposition de la population aux rayonnements ionisants. Selon la classification de 2018, la commune de Saint-Barthélemy-de-Bussière est classée en zone 3, à savoir zone à potentiel radon significatif.

## Toponymie
Le nom du lieu fait référence à saint Barthélemy, l'un des douze apôtres de Jésus. La seconde partie du nom, Bussière, vient de l'occitan boissièra correspondant à un lieu planté de buis.
En occitan, la commune porte le nom de Sent Bertomiu de Bussiera.

## Histoire
La première mention écrite connue du lieu, concernant la paroisse, apparaît en 1265 sous la forme Parochia Sanctus Bartholomei. On trouve ensuite Sanctus-Bartolomeus en 1365, Saint-Bartolmieu en 1500, Saint-Barthélémy-de-Villechalane en 1591 et Saint-Barthélémy-de-Pluviers en 1780. Le territoire communal fut successivement habité par les druides, les tribus gauloises et ensuite par les Romains.
La commune porta, au cours de la période révolutionnaire de la Convention nationale (1792-1795), le nom de Montagne-le-Trieux.

## Politique et administration

### Intercommunalité
Fin 2000, Saint-Barthélemy-de-Bussière intègre dès sa création la communauté de communes du Périgord vert granitique. Celle-ci est dissoute au 31 décembre 2013 et remplacée au 1er janvier 2014 par la communauté de communes du Haut-Périgord. Au 1er janvier 2017, celle-ci fusionne avec la communauté de communes du Périgord vert nontronnais pour former la communauté de communes du Périgord Nontronnais.

### Administration municipale
La population de la commune étant comprise entre 100 et 499 habitants au recensement de 2017, onze conseillers municipaux ont été élus en 2020,.

### Liste des maires
| Période                                  | Période   | Identité        | Étiquette | Qualité |
| ---------------------------------------- | --------- | --------------- | --------- | --- |
| Les données manquantes sont à compléter. |           |                 |           | |
|                                          |           |                 |           | |
| 1983                                     | 1995      | Bernard Bioulac | PS        | Neurobiologiste Professeur de médecine Conseiller général du canton de Bussière-Badil (1980-1996) Président du Conseil général (1982-1992) Député (1988-1993) |
| juin 1995                                | mars 2008 | Fernand Chaulet | PCF       | |
| mars 2008                                | mai 2020  | Bernard Bioulac | PS        | Neurobiologiste Professeur de médecine |
| mai 2020                                 | En cours  | Laurent Mollon  |           | |

## Équipements et services publics

### Justice
Dans le domaine judiciaire, Saint-Barthélemy-de-Bussière relève : 
- du tribunal judiciaire, du tribunal pour enfants, du conseil de prud'hommes et du tribunal de commerce de Périgueux ;
- du pôle Nationalité du tribunal judiciaire de Périgueux (compétent uniquement dans le domaine de la nationalité) ;
- de la cour d'appel, du tribunal administratif et de la  cour administrative d'appel de Bordeaux.

## Population et société

### Démographie
Les habitants de la commune se nomment les Saint-Barthélémois.
L'évolution du nombre d'habitants est connue à travers les recensements de la population effectués dans la commune depuis 1793. Pour les communes de moins de 10 000 habitants, une enquête de recensement portant sur toute la population est réalisée tous les cinq ans, les populations de référence des années intermédiaires étant quant à elles estimées par interpolation ou extrapolation. Pour la commune, le premier recensement exhaustif entrant dans le cadre du nouveau dispositif a été réalisé en 2007.

En 2022, la commune comptait 215 habitants, en évolution de +1,42 % par rapport à 2016 (Dordogne : +0,37 %, France hors Mayotte : +2,11 %).
| 1793 | 1800 | 1806 | 1821 | 1831 | 1836 | 1841 | 1846 | 1851 |
| ---- | ---- | ---- | ---- | ---- | ---- | ---- | ---- | ---- |
| 711  | 640  | 699  | 800  | 814  | 828  | 830  | 937  | 856  |

| 1856 | 1861 | 1866 | 1872 | 1876 | 1881 | 1886 | 1891 | 1896 |
| ---- | ---- | ---- | ---- | ---- | ---- | ---- | ---- | ---- |
| 842  | 766  | 814  | 742  | 821  | 836  | 861  | 831  | 815  |

| 1901 | 1906 | 1911 | 1921 | 1926 | 1931 | 1936 | 1946 | 1954 |
| ---- | ---- | ---- | ---- | ---- | ---- | ---- | ---- | ---- |
| 822  | 815  | 800  | 755  | 689  | 636  | 602  | 510  | 432  |

| 1962 | 1968 | 1975 | 1982 | 1990 | 1999 | 2006 | 2007 | 2012 |
| ---- | ---- | ---- | ---- | ---- | ---- | ---- | ---- | ---- |
| 374  | 345  | 307  | 270  | 271  | 244  | 229  | 227  | 230  |

| 2017 | 2022 | - | - | - | - | - | - | - |
| ---- | ---- | - | - | - | - | - | - | - |
| 214  | 215  | - | - | - | - | - | - | - |

### Vie associative
- L'Association de recherches archéologiques et de sauvegarde du patrimoine (ARASP), spécialisée en archéologie et en préhistoire intervient dans les classes et propose des modules de fouilles au musée de Teyjat.
- La Roulotte Verte fournit de la documentation et des cours de botanique pour mieux connaître le rôle et l'importance du monde végétal. Elle réalise des stages sur les plantes et leurs utilisations ainsi que des randonnées ethno-botanique pour découvrir la biodiversité.

### Animations
- En juin, randonnée pédestre nocturne et gourmande.
- En août, à l'occasion de la « Saint-Barthélemy » : foire aux vins et au gras, productions artisanales locales. Manèges, spectacle, randonnée et VTT, feu d'artifice.

## Économie
La commune conserve une auberge : l'auberge du Presbytère, ainsi qu'une boulangerie artisanale au hameau de Lapeyre.

### Emploi
En 2015, parmi la population communale comprise entre 15 et 64 ans, les actifs représentent 77 personnes, soit 36,5 % de la population municipale. Le nombre de chômeurs (neuf) a augmenté par rapport à 2010 (onze) et le taux de chômage de cette population active s'établit à 11,5 %.

### Établissements
Au 31 décembre 2015, la commune compte vingt-trois établissements, dont onze au niveau des commerces, transports ou services, cinq dans l'industrie, quatre dans la construction, deux dans l'agriculture, la sylviculture ou la pêche, et un relatif au secteur administratif.

### Entreprises
Dans le secteur agroalimentaire, parmi les entreprises dont le siège social est en Dordogne, la société « Le Saloir du Périgord » (préparation industrielle de produits à base de viande) implantée à Saint-Barthélemy-de-Bussière se classe en 8e position quant au chiffre d'affaires hors taxes en 2015-2016, avec 12 564 k€.

## Culture locale et patrimoine

### Lieux et monuments
- L'église paroissiale. Cette église est entièrement bâtie en bel appareil de granit. Elle est accompagnée d'un ancien prieuré-cure qui dépendait, vers 1780, de Chancelade en Périgord blanc. Cet édifice se compose d'une nef de trois voûtées d'ogives qui retombent sur des colonnes engagées. Ces voûtes datent du XVIe siècle, mais les gouttereaux sont romans. L'intérieur révèle un retable du XVIIe siècle en bois sculpté, couvert de ciselures et orné de trois tableaux. Cet ouvrage est celui d'un moine qui n'eut, dit-on, à sa disposition d'autres outils qu'un couteau. La clé de voûte orientale est timbrée aux armes des Collonges de Pompadour, d'azur à trois tours d'argent, seigneurs de la paroisse du XVe au XVIIe siècle. Quatre contreforts normaux et quatre biais épaulent extérieurement l'édifice. Sept baies, dont plusieurs romanes, l'éclairent. Un clocher-flèche est bâti contre la façade orientale. La litre extérieure de l'église, longue bande noire que les seigneurs avaient le droit de faire peindre en hommage à leurs défunts, très rare, est pratiquement invisible.

L'église
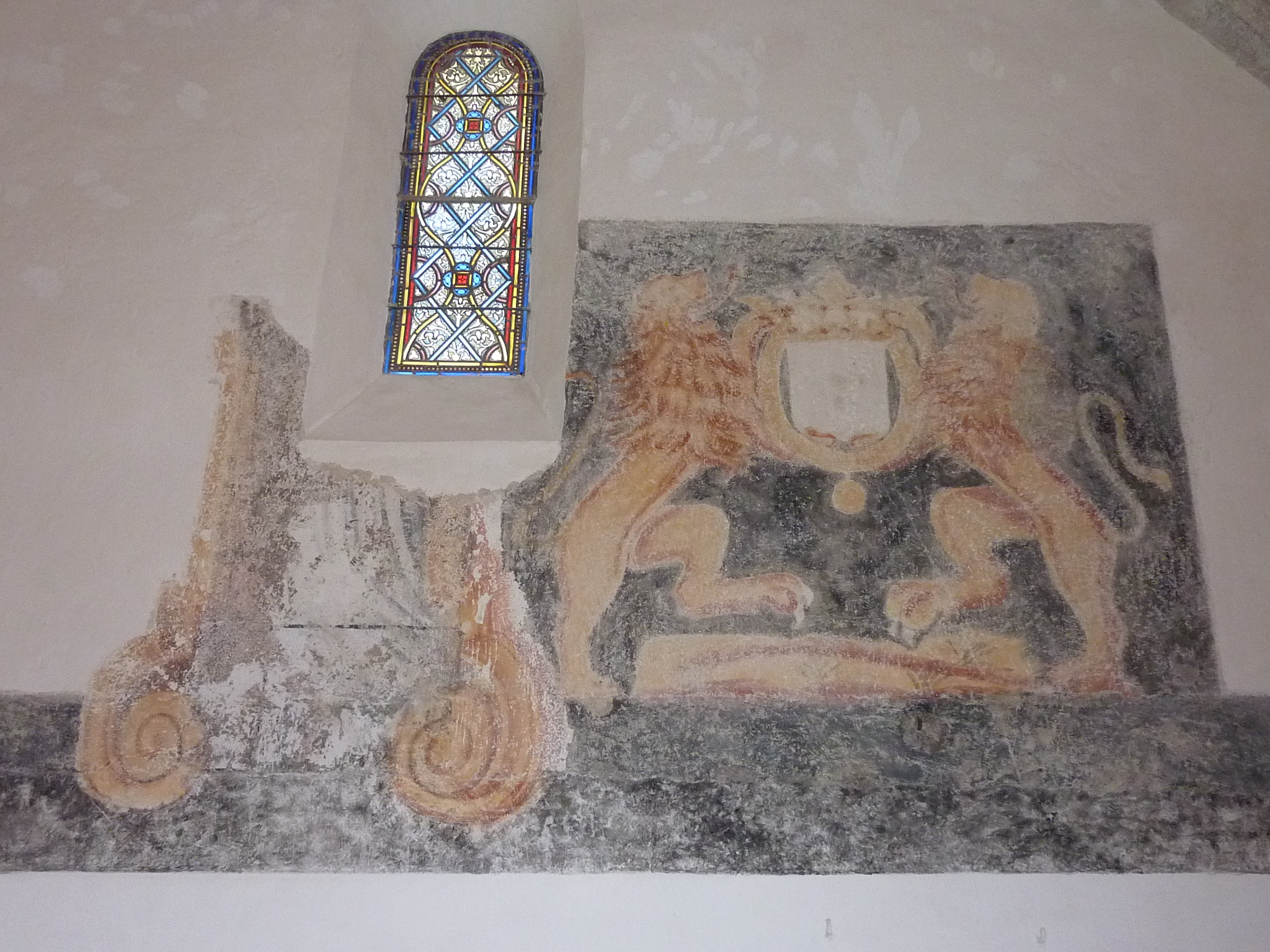
Peinture seigneuriale.
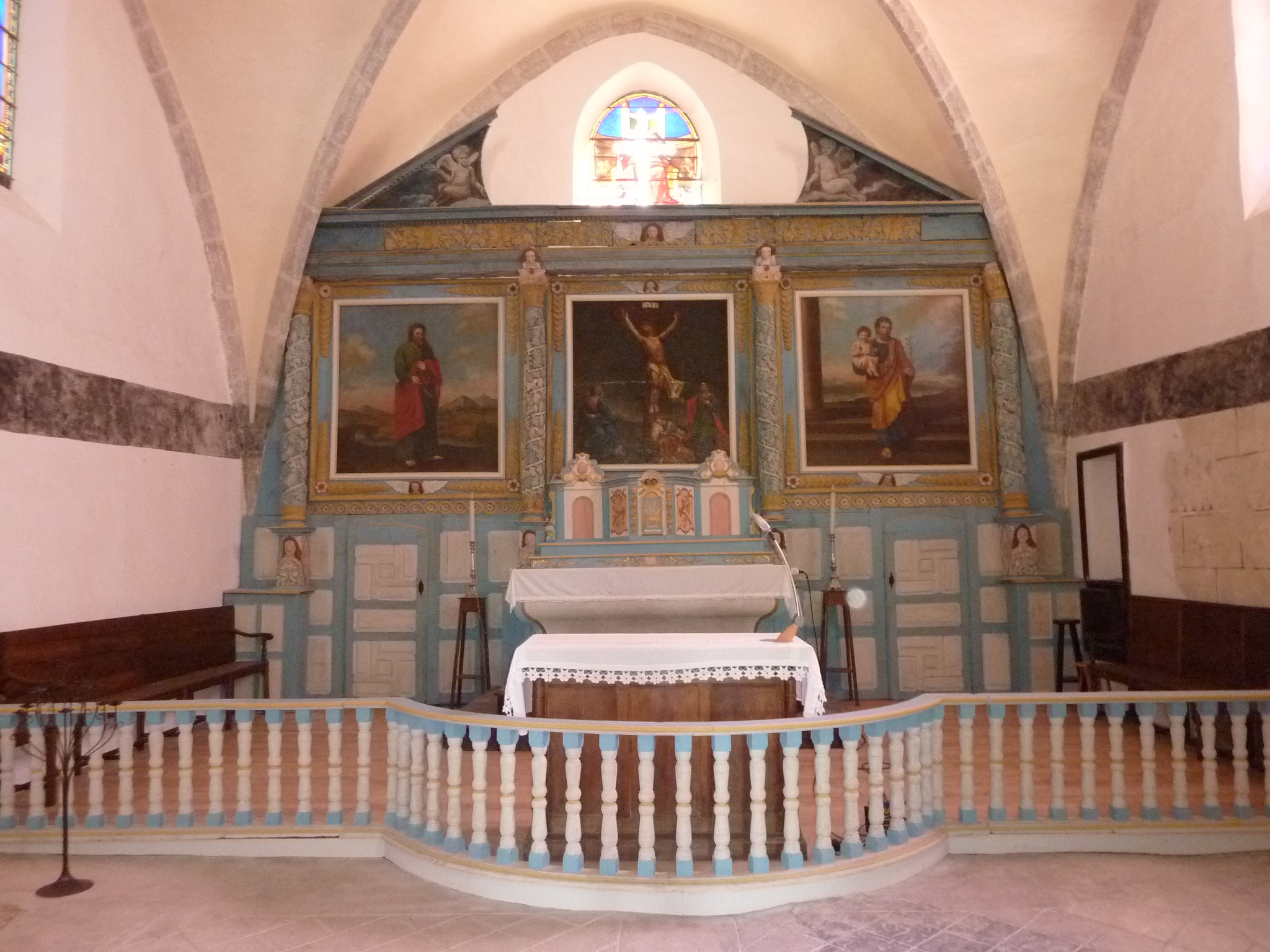
Le retable.
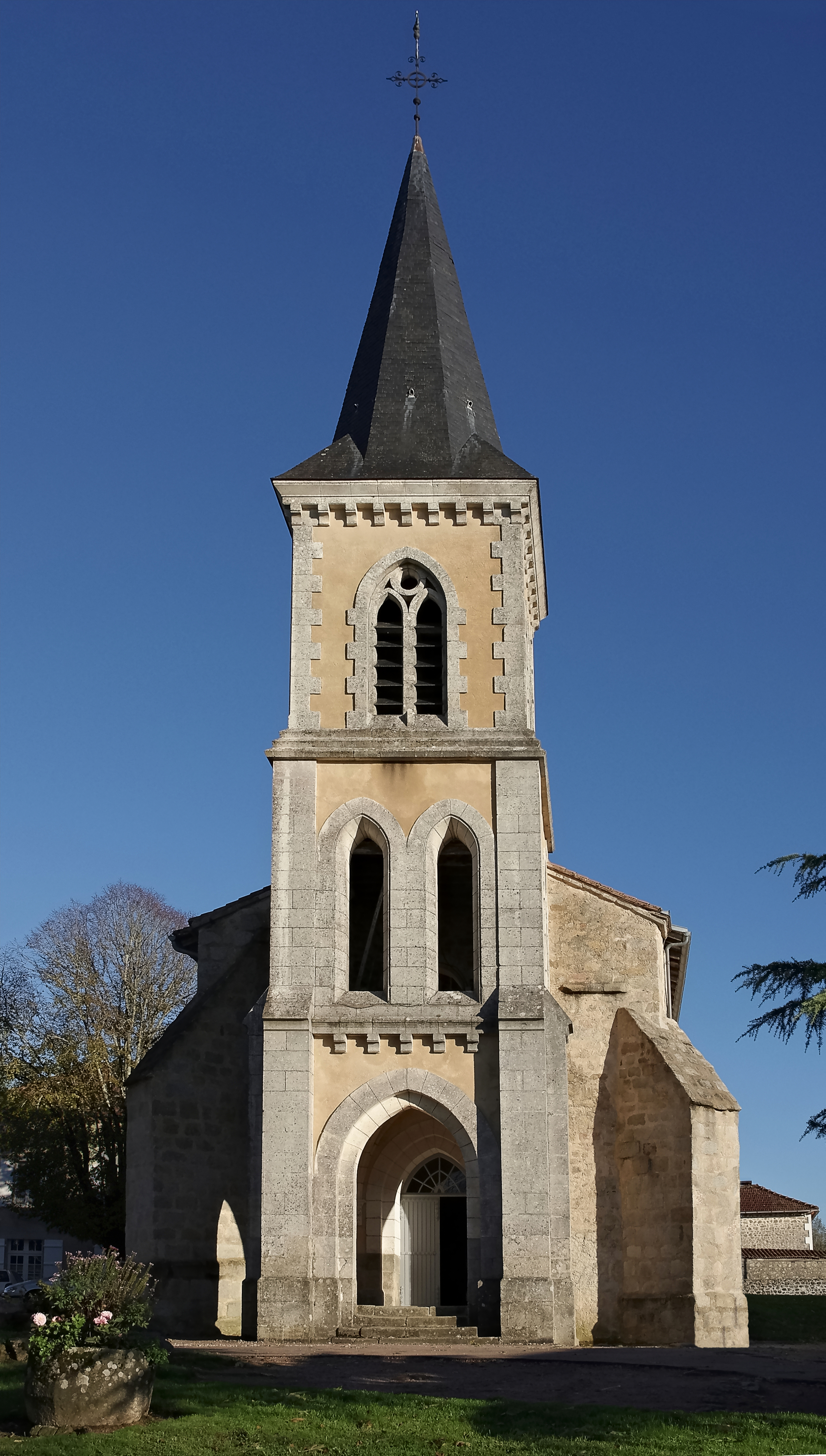
La façade.
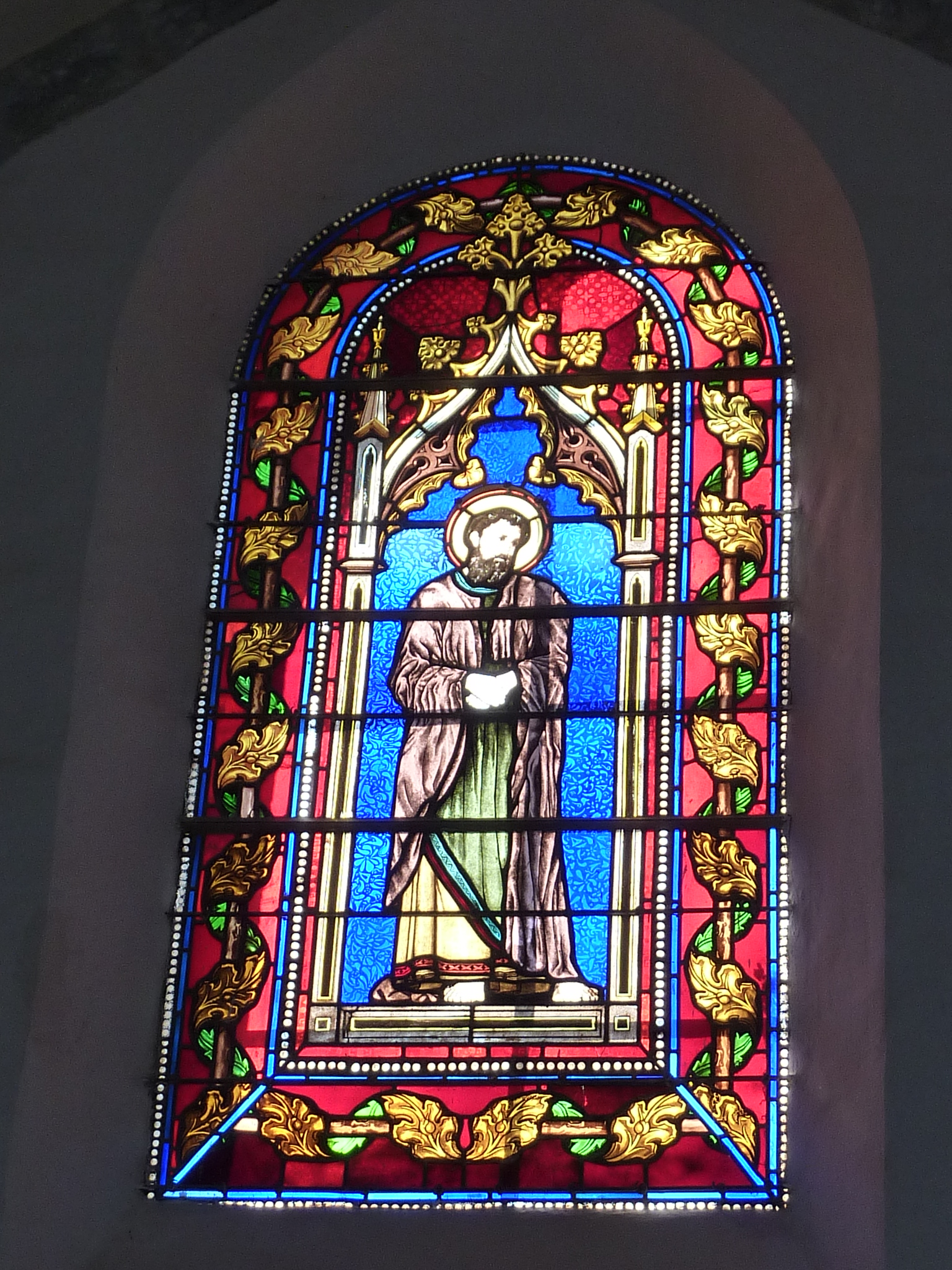
Vitrail.
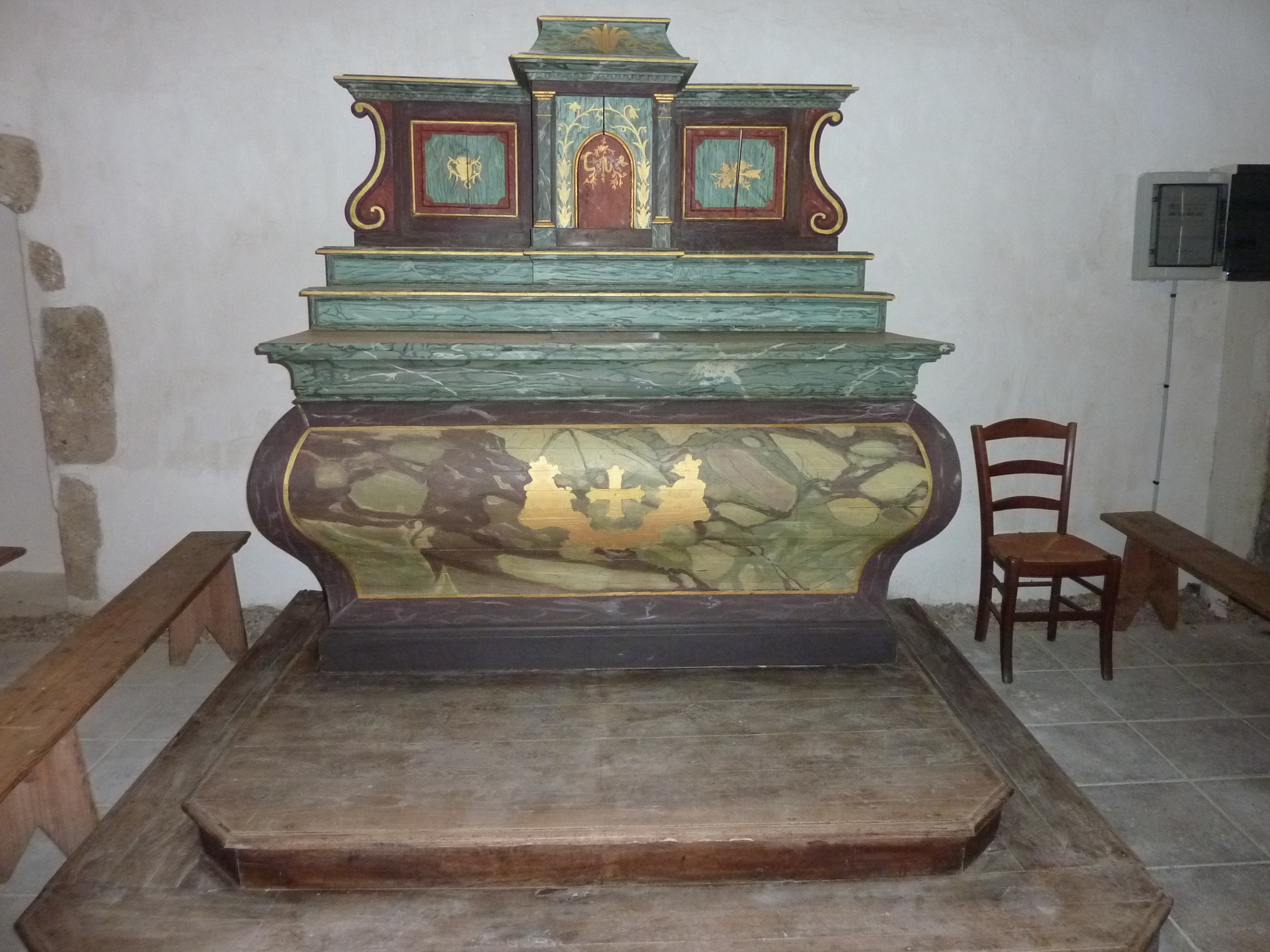
L'autel.

- La chambre funéraire mégalithique à La Courarie est un ensemble de pierres monumentales : des piliers de granit soutiennent une dalle de couverture, un deuxième ensemble est accolé au précédent. Sous ce monument se trouve le départ d'une galerie creusée à même le granit et qui semble se diriger vers le cœur de la colline. L'ensemble pourrait s'apparenter à un monument de type dolmen, tel qu'il pouvait en exister aux périodes néolithique ou protohistorique.

Chambre funéraire mégalithique
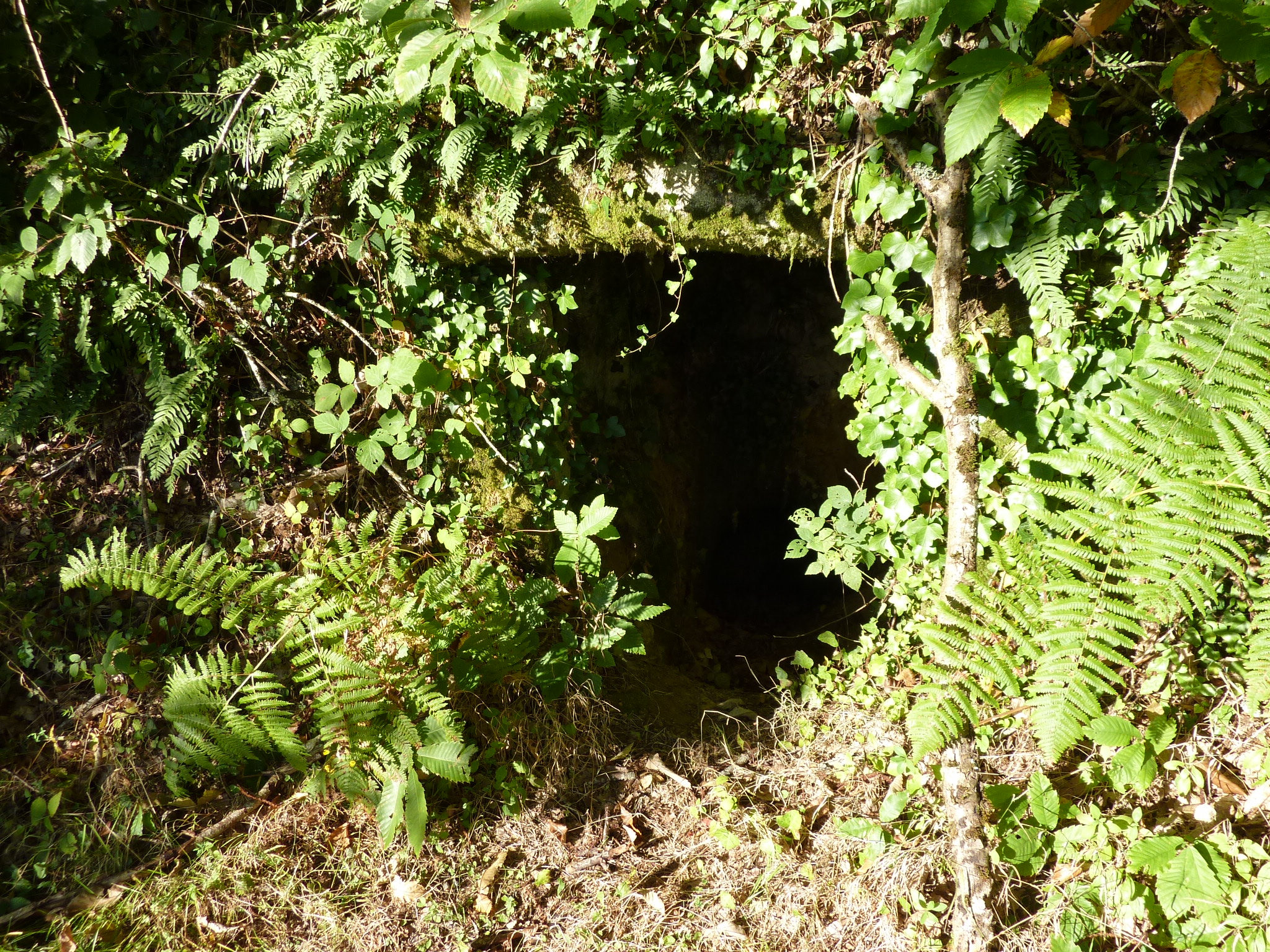
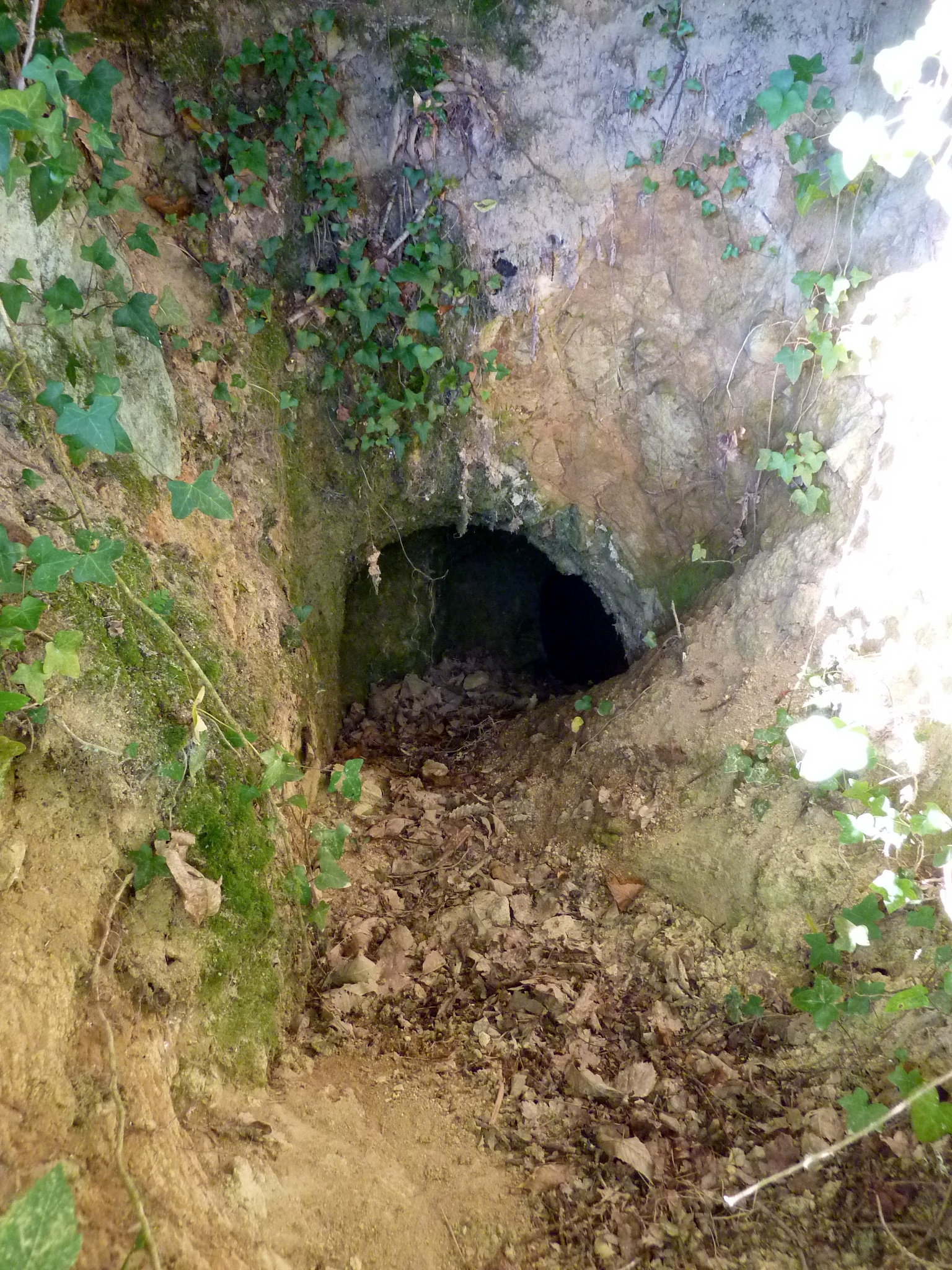

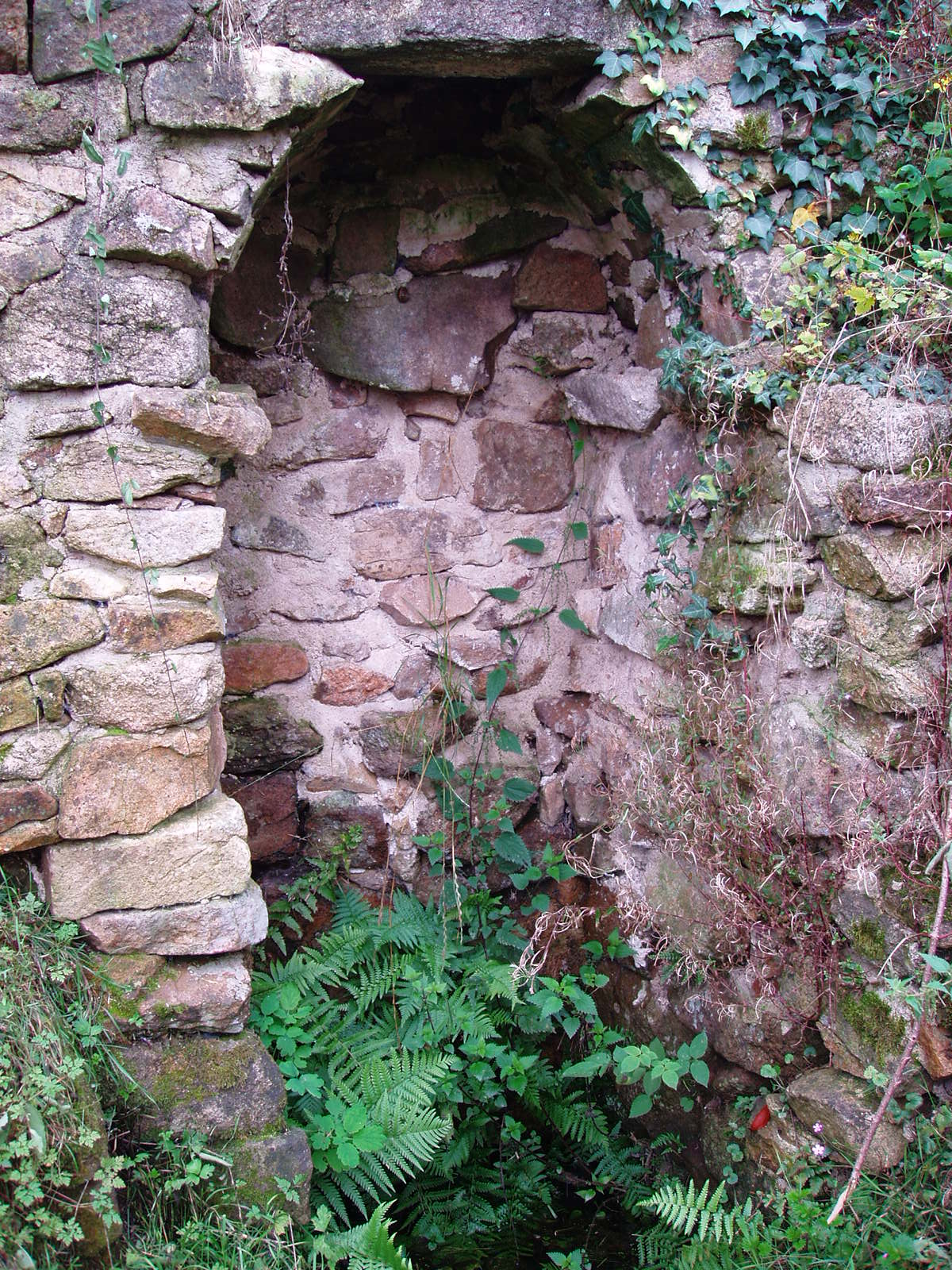
Fontaine de dévotion.

- Fontaine de dévotion : à trois cents mètres au nord de l'église se trouve une cuve de pierre de deux mètres sur un demi, où s'écoule l'eau d'une fontaine, qui a la réputation miraculeuse de guérir les furoncles.[59].
- L'espace Découverte Nature et Patrimoine de Saint-Barthélémy-de-Bussière accueille la maison botanique. Elle propose de la documentation, des cours de botanique pour mieux connaître le rôle et l'importance du monde végétal, des stages sur les plantes et leurs utilisations, ainsi que des randonnées ethno-botaniques pour découvrir la biodiversité[60].

Espace Nature et Découverte
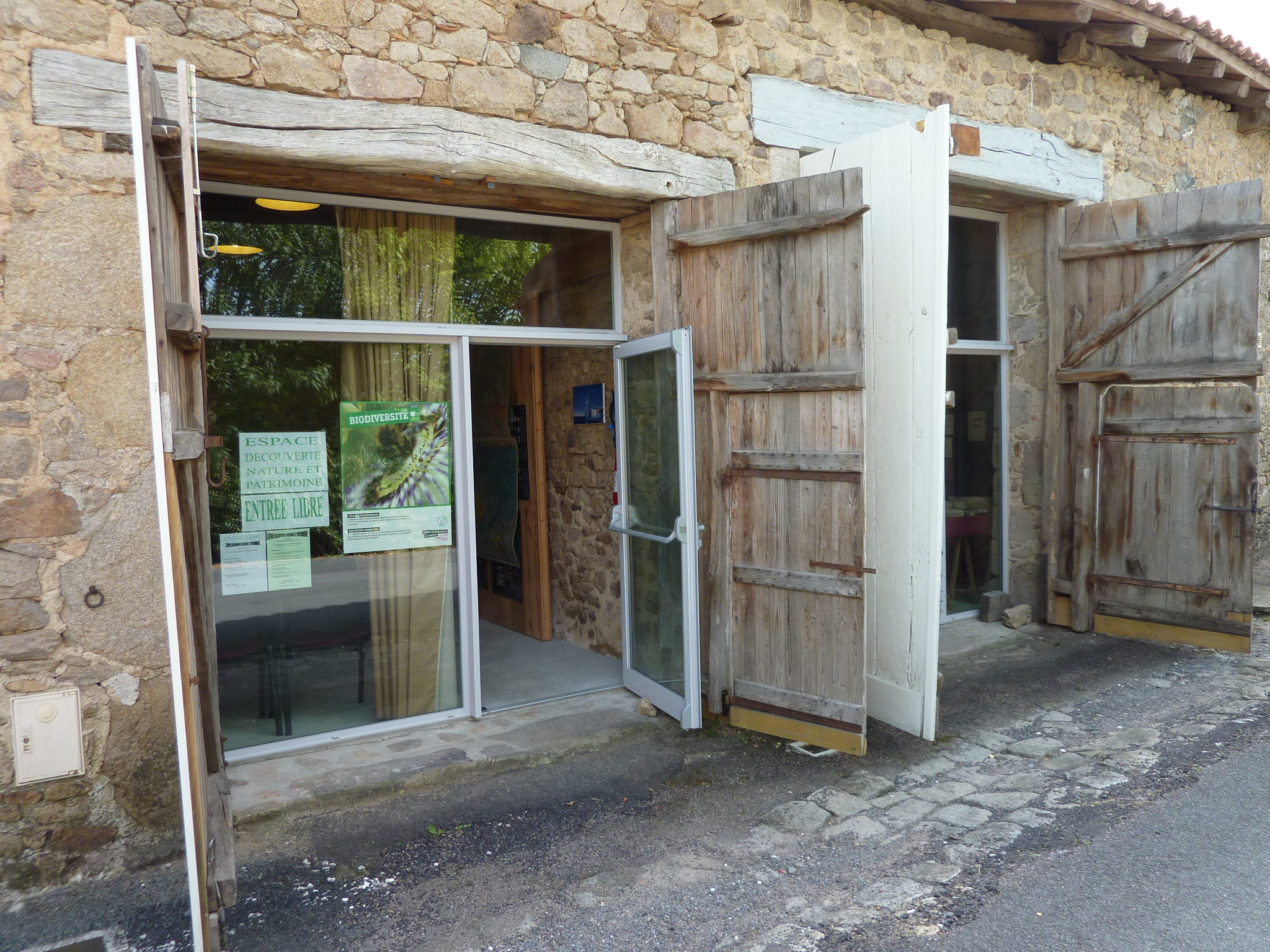
L'entrée du musée.
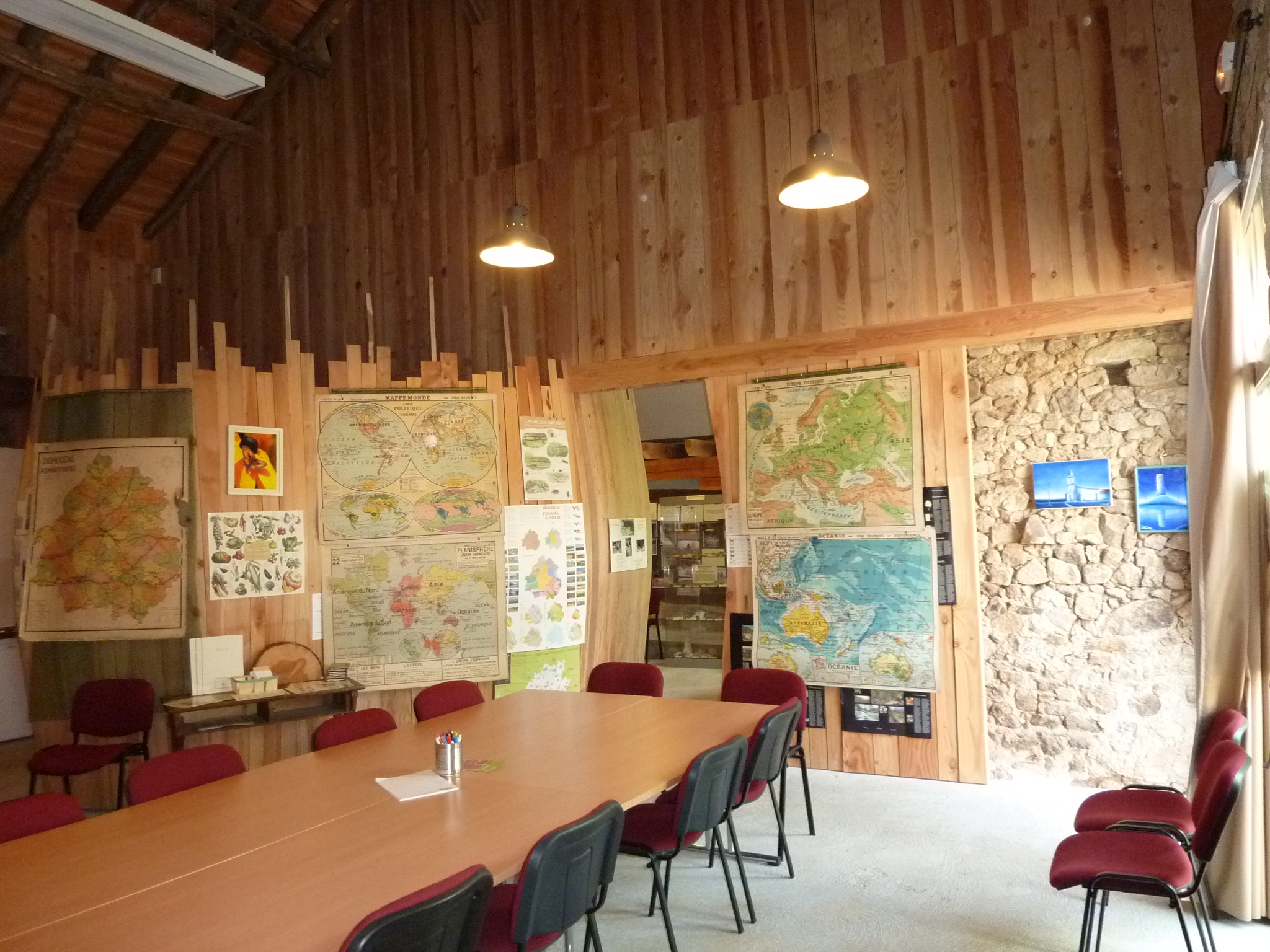
L'intérieur.
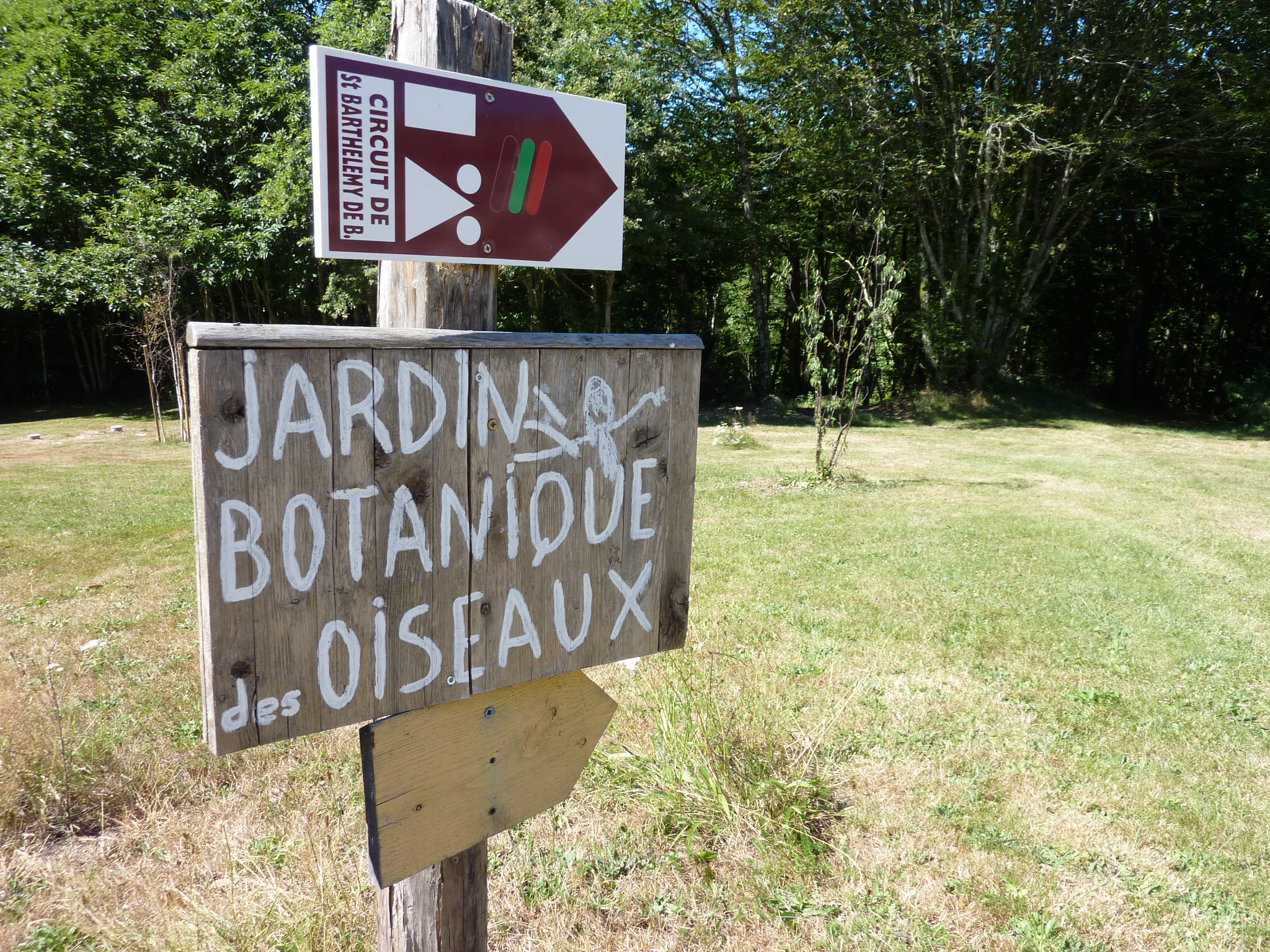
L'entrée du jardin botanique des oiseaux.

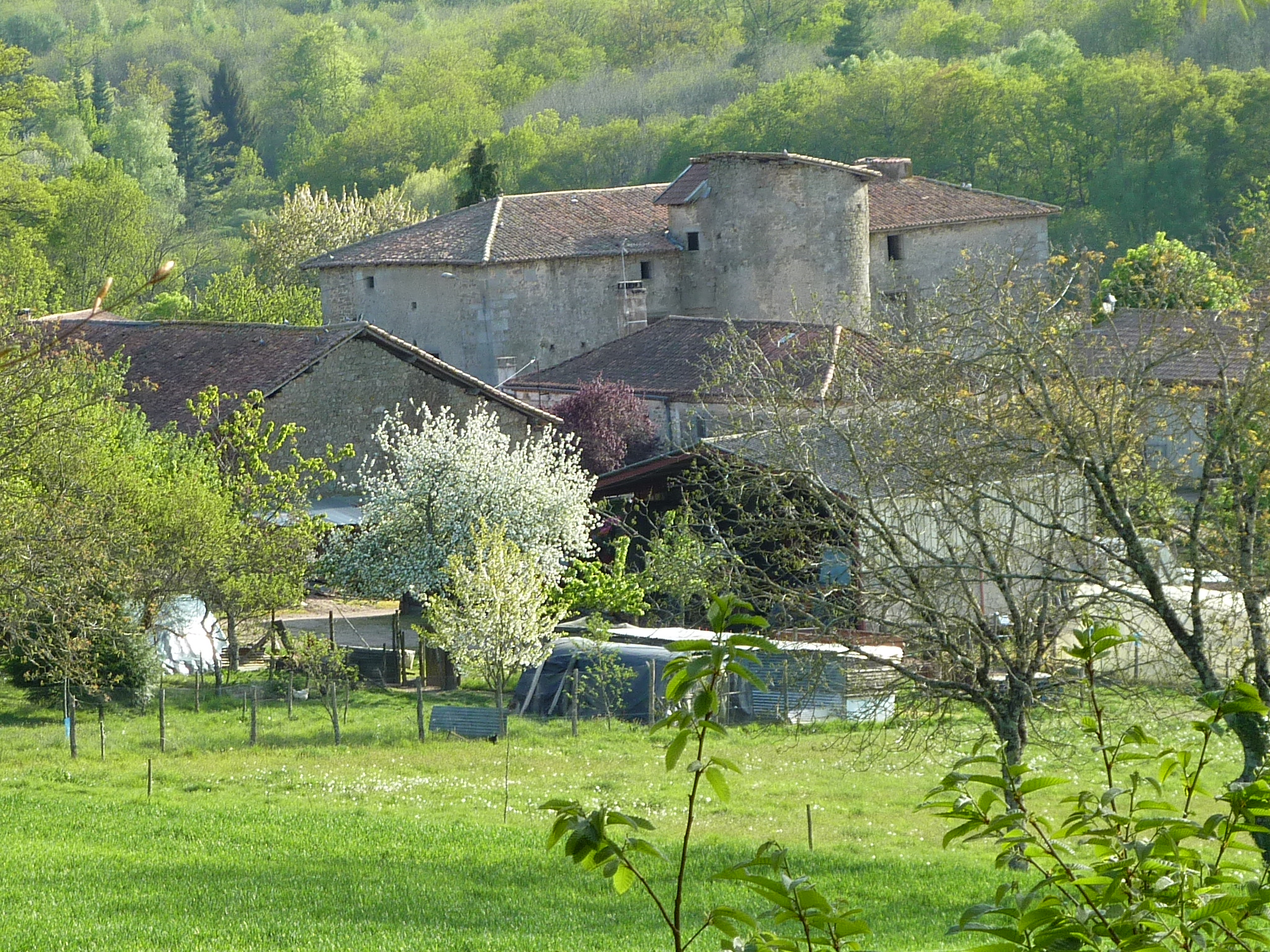
Le Manoir de La Morinie

- Le manoir de La Morinie, du XVe siècle[61]. Implantés dans le hameau de La Morinie, les restes d'un château sont encore visibles. Une tour ronde subsiste[61] entre des bâtiments formant le corps de ferme. La porte et les fenêtres témoignent de ce que pouvait être l'architecture de l'édifice ayant servi de demeure noble aux seigneurs de La Morinie[62]..

Un souterrain relierait le Manoir à la Colline toute proche, nommée 'le Trou du Loup' - lu cro d'aou lou - en raison d'une cavité qui pourrait être la résultante d'un effondrement de la galerie.

### Patrimoine urbain
Le bourg de Saint-Barthélemy-de-Bussière est, sur trois hectares, un site naturel inscrit depuis 1977.

### Patrimoine naturel
La commune fait partie du parc naturel régional Périgord-Limousin depuis la création de celui-ci en 1998, adhésion renouvelée en 2011.
À l'ouest et au nord-ouest du territoire communal, les vallées du Trieux et d'un de ses affluents sont protégées au titre de la zone naturelle d'intérêt écologique, faunistique et floristique (ZNIEFF) de type I « Vallées du réseau hydrographique de la Tardoire et du Trieux » dont la flore est constituée de près d'une quarantaine d'espèces de plantes, dont quatre sont considérées comme déterminantes : l'adoxe musquée, ou moscatelline, ou muscatelle (Adoxa moschatellina), la corydale à bulbe plein (Corydalis solida), l'isopyre faux-pigamon (Isopyrum thalictroides) et la jacinthe des bois, ou jacinthe sauvage (Hyacinthoides non-scripta),.

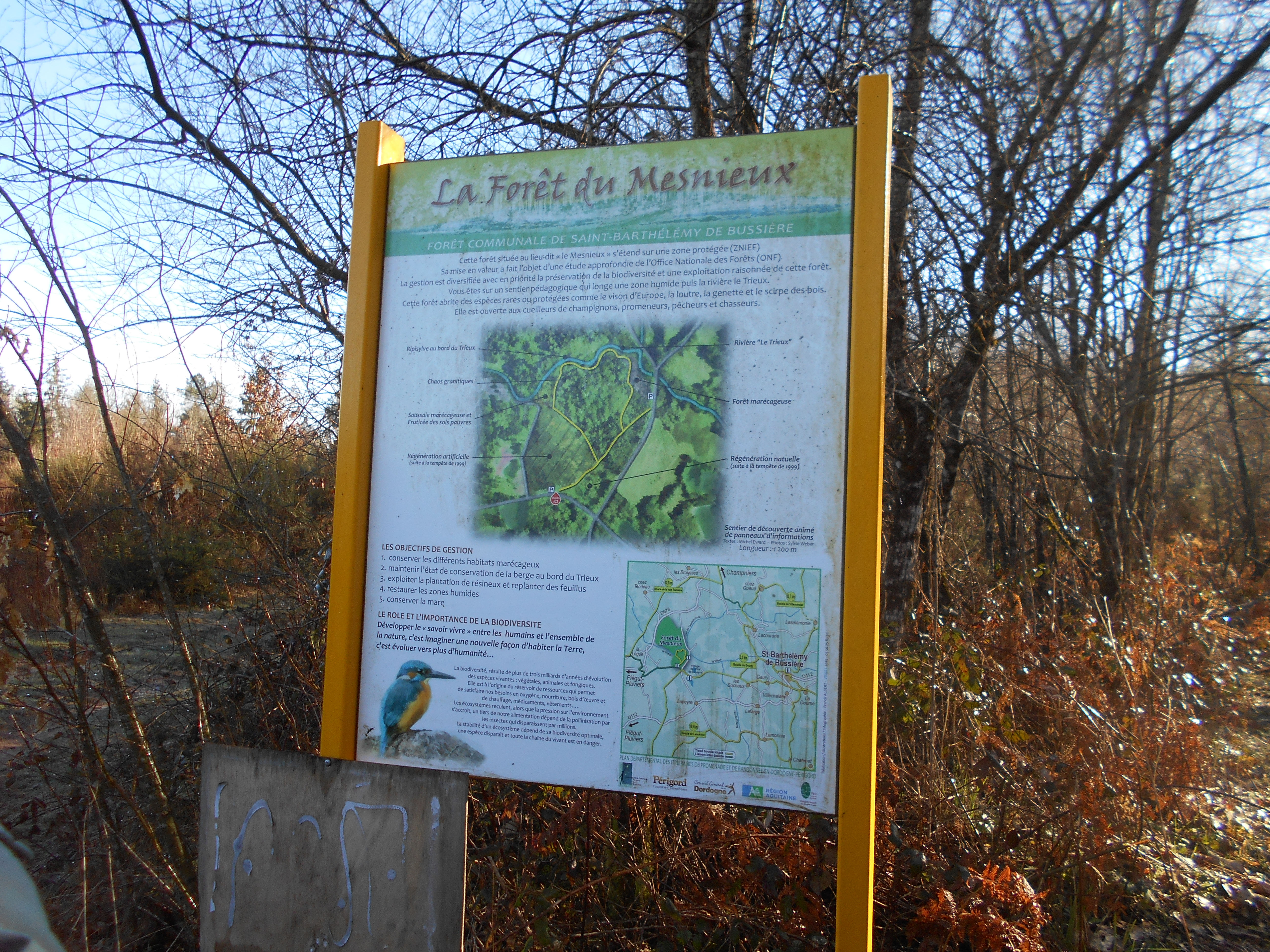
Panneau d'information à l'entrée de la Forêt du Mesnieux.

### Héraldique
| Blason de Saint-Barthélemy-de-Bussière | Blason  | D'azur à trois tours d'argent maçonnées, ajourées et ouvertes de sable.                                                           |
| Blason de Saint-Barthélemy-de-Bussière | Détails | Armes de la famille Hélie de Collonges, puis Hélie de Pompadour, seigneurs de la paroisse du XVe au XVIIe siècle. Adopté en 2012. |

## Pour approfondir